# Калвин Рамзи
Калвин Уилям Рамзи е шотландски професионален футболист, който играе като десен бек за Ливърпул.

## Кариера

### Абърдийн
Той е част от клуба от 2012 г, когато е на 9 години. Дебютира за мъжкия отбор срещу Дънди Юнайтед през март 2020 г. След само един сезон в мъжкия отбор на Абърдийн е купен от Ливърпул за 4.2 милиона паунда.

### Ливърпул
През 2022 г. той подписва 5 годишен договор с Ливърпул за сумата от 4.2 милиона паунда. 